# ستيوارت بالمر
ستيوارت بالمر (بالإنجليزية: Stuart Palmer)‏ هو لاعب كرة قدم أسترالية أسترالي، ولد في 20 مايو 1951 في Nelson, Lancashire ‏ في المملكة المتحدة.

## وصلات خارجية
- ستيوارت بالمر على موقع AustralianFootball.com (الإنجليزية)